# Das andere Leben (Trifonow)
Das andere Leben (russisch Другая жизнь Drugaja schisn) ist ein Roman des sowjetischen Schriftstellers Juri Trifonow, der 1975 im Augustheft der Moskauer Literaturzeitschrift Nowy Mir und 1979 auf S. 7–157 der gleichnamigen Sammlung, ebenfalls in Moskau im Verlag Iswestija, erschien.

## Titel
Die 41-jährige Moskauer Biochemikerin – genauer Immunologin – Olga sucht 1973, ein Jahr nach dem Tode ihres Ehemannes, des Historikers Sergej Troizki, grübelnd nach dem Sinn seines vergeblichen Strebens zu Lebzeiten. Juri Trifonow teilt nähere Todesumstände zu dem Protagonisten nicht mit. Gegen Ende des Romans fragt Olga, wann das andere Leben nun in ihrem Falle endlich beginne. Sergej hatte kurz vor seinem Tode den titelgebenden Terminus ausgesprochen, als er mit dem anderen – genauer: dem rechten – Leben anfangen wollte. In einem knappen Epilog verkündet Olga dem gespannten Leser die frohe Botschaft: „… unvermittelt und rasch war das andere Leben angebrochen!“ Sie hat einen Mann gefunden. Von dem anderen Leben ist übrigens im Roman zuvor an verschiedenen Stellen die Rede. So findet zum Beispiel Olgas verwitwete Mutter an der Seite ihres siebzehn Jahre älteren Lebensgefährten, des Malers Georgi Maximowitsch, nicht zu einem anderen Leben. Und als Olga im ersten gemeinsamen Sommer am Schwarzen Meer sich Sergej hingegeben hatte, „hörte“ für sie – als sie sieben Monate später Irina zur Welt brachte – „jedes andere Leben auf“.
In dem Zusammenhang darf das Pendant, also das gemeinsame Leben, nicht unerwähnt bleiben. Vieles gehörte dazu, gesteht sich Olga ein. Da musste der Flirt Sergejs mit Olgas Feindin Sika, der „Frau des Malers Valeri Wassin“, einem „Mordsweib mit langen Beinen und mächtigen Hüften“, nach drei Ehejahren von Olga übersehen werden. Sergej „hatte Schlag bei Frauen“ gehabt. Damals schon hatte Olga ihr gemeinsames Leben gehasst. Sie wollte sich an Sika rächen. Zuletzt, konstatiert Olga, war dieses gemeinsame Leben „… urplötzlich erloschen … wie eine durchgebrannte Glühbirne“.

## Olgas Analepse
Olgas Fast-Bräutigam, der Mediziner Wlad, hatte einst seinen Bekannten, den Historiker Sergej, mitgebracht. Olga hatte sich in Sergej, den Sohn eines Mathematikprofessors und einer „hausbackenen“ Juristin, verliebt. Wlads Abortversuch – eine Spritze in den Leib der schwangeren Olga – war wirkungslos geblieben. Der oben erwähnte bejahrte Maler Georgi Maximowitsch hatte die Abtreibung in seinen vier Wänden untersagt. So war Irina – wie oben angedeutet – als Siebenmonatskind zur Welt gekommen. Zu Beginn ihrer siebzehn Jahre währenden Ehe hatte Sergej im Museum und Olga als Lehrerin gearbeitet. Mit den Jahren war Olga als Biologin in einem Forschungsinstitut bis zur Laborleiterin aufgestiegen.
Sergej hatte in Moskau, dem Ort der Handlung, zu Lebzeiten überall Freunde gehabt. So wurde er, als sich die sieben Jahre Museum als „für die Katz“ erwiesen hatten, von Praskuchin an dessen Institut geholt und durfte dort promovieren. Als das Thema der Dissertation Sergej nicht mehr in den Kram passte, hatte er, mit tatkräftiger Unterstützung seines Freundes Fedja, ein neues Projekt begonnen. Die Liste der geheimen Mitarbeiter der Moskauer Ochrana aus den 1910er-Jahren bis zum Vorabend der Februarrevolution war Sergejs neuer und letzter Forschungsgegenstand geworden. Damit war Sergej in die Fußstapfen seines verstorbenen Vaters getreten. Dieser hatte 1917 Archive der Moskauer Gendarmerieverwaltung nach geheimen Ochrana-Mitarbeitern durchforscht. Olga hatte Sergejs „Streberei“ für „Blödsinn“ gehalten. Juri Trifonow schreibt dazu: „Sie aber liebte ihn trotz alledem, verzieh ihm und verlangte nichts von ihm.“ Eines aber hatte festgestanden – Sergej „tat, was ihm gefiel, und unterließ, was ihm nicht gefiel … hierin lag der Grund für seine ewigen Fehlgriffe.“ Olga hatte das Gespräch gesucht, hatte Sergej nach seiner allumfassenden Idee gefragt. Sergej hatte solcherart Hilfeangebot abgelehnt.
Der schwatzhafte Sergej hatte sich durch unbedachte Äußerungen in der Öffentlichkeit seinen Vorgesetzten Gena Klimuk zum Feind gemacht. Sergej hatte während des Studiums dem schwerfälligen Gena gelegentlich hilfreich unter die Arme gegriffen. Dann hatte Gena seinen Helfer auf der Karriereleiter überholt. Gena hatte Sergejs Dissertation über die Ochrana als „Selbstbluff“ abgetan. Jedenfalls war die Verteidigung von Sergejs Dissertation ins Wasser gefallen. Gena hatte Sergejs methodischen Ansatz, den er als „das Aufreißen von Gräbern“ verspottet hatte, abgelehnt. Die Listen der Ochrana-Mitarbeiter hätten auch Phantasterei sein können. Immerhin hatte Sergej das brisante Material von einem Säufer für dreißig Rubel abgekauft. Sergej hatte Genas Anwürfe von sich gewiesen und sogar den 1891 geborenen Ochrana-Spitzel Jewgeni Alexejewitsch Koschelkow in Gorodez bei Moskau ausfindig gemacht. Olga war mit hingefahren. Dummerweise war der Greis, der seinerzeit unter den beiden Decknamen Tamara und Filiptschuk für die Ochrana aktiv gewesen war, nicht mehr im Besitz seiner geistigen Kräfte gewesen.
Das Ende: Sergej war Olga als Eigenbrötler erschienen. Juri Trifonow schreibt über das Ehepaar: „Ihr gemeinsames Leben zerfiel.“ Sergej hatte seine Dissertation ad acta gelegt und sich von der Kandidatin der Wissenschaften Darja Mamedowma, einer Philosophin und Psychologin, in die Anfangsgründe der Parapsychologie einweisen lassen, weil er mit Hilfe dieser Wissenschaft die Klarnamen dreier Ochrana-Spitzel, die 1916 aktiv gewesen waren, doch noch herausbekommen wollte.
Vierzehn Tage nach Sergejs Beerdigung kondolieren zwei Mitarbeiter aus seiner letzten Arbeitsstelle bei Olga in der Wohnung. Als Vertreter des Gewerkschaftskomitees fordert der eine einen Batzen Geldes zurück, den sich Sergej zu Lebzeiten aus der Kasse der gegenseitigen Hilfe ausgeliehen habe. Olga tut es leid. Sie gibt dem niederträchtigen Besuch zu verstehen, sie fühle sich zur Rückzahlung außerstande.

## Rezeption
- Reinhard Baumgart schreibt am 17. Dezember 1976 in der Zeit[18]: „Was für ein Dschungel an Fakten, Namen, Anspielungen, wieviel Erzählstoff auf knappstem Raum. Auch Trifonows neueste Moskauer Novelle, diesmal Roman genannt, spannt einen Bogen von den fünfziger bis in die siebziger Jahre, mit kurzen Rückgriffen auf Revolutions- und Stalin-Zeiten.“
- Willi Beitz hält im Jahr 1979 Das andere Leben, verglichen mit Durst, Der Tausch, Zwischenbilanz und Langer Abschied für das komplizierteste Werk des Schriftstellers. Es markiere zudem einen Neuansatz im Schaffen Trifonows. Demzufolge vermeidet der Rezensent bündige Urteile und erwartet Diskussionen. Trotz alledem – sowohl das monologisierende Sinnieren der Witwe, die ihren viel zu früh verstorbenen Mann im Nachhinein verstehen möchte als auch das offenbarte Leben des Toten lassen für den Rezensenten den Schluss zu, beide Eheleute hätten das andere Leben zukunftsorientiert, mehr noch: optimistisch, gemeint.[19]

### Deutschsprachige Ausgaben
- Jurij Trifonow: Das andere Leben. Roman. Aus dem Russischen von Alexander Kaempfe. C. Bertelsmann Verlag, München 1976
- Juri Trifonow: Das andere Leben. Roman. Aus dem Russischen von Eckhard Thiele. Verlag Volk und Welt, Berlin 1978
- Juri Trifonow: Das andere Leben. Aus dem Russischen von Eckhard Thiele. S. 5–165 in Juri Trifonow: Ausgewählte Werke. Band 3.   (1. Aufl., verwendete Ausgabe)

### Sekundärliteratur
- Ralf Schröder (Hrsg.): Juri Trifonow: Ausgewählte Werke. Band 4.  Verlag Volk und Welt, Berlin 1983 (1. Aufl.)